# Chromis elerae
 Chromis elerae és una espècie de peix de la família dels pomacèntrids i de l'ordre dels perciformes.

## Morfologia
Els mascles poden assolir els 7 cm de longitud total.

## Distribució geogràfica
Es troba des de les Maldives fins a Fidji, les Illes Marshall, Taiwan i Tonga.